# Unit Records
Unit Records ist ein Schweizer Jazzlabel, das seit 1983 besteht.

## Geschichte
1983 lancierten die Schweizer Jazzmusiker Jürg Solothurnmann, Hans Kennel, Paul Haag und Urs Blöchlinger das Label als «Plattform für innovative Musikschaffende der Deutschschweizer Szene»; sie orientierten sich dabei an dem Label Plainisphare, das Musiker aus der Romandie unterstützte. Zunächst erschienen Alben von Projekten der Labelgründer wie der Alpine Jazz Herd, der Gruppe Uepsilon und der Jazz Community.
Unit konzentrierte seine Aktivitäten insbesondere auf die damals als «New Jazz» eingeordnete Musik, wie sie beispielsweise in Zürich in der dortigen «Werkstatt für improvisierte Musik» entsteht.
1991 übernahm der spätere Direktor der Pro Helvetia, Pius Knüsel, die Leitung des Labels. Ab 1996 leitete Lucas Niggli dessen Aktivitäten. Dann wurde Unit Records in die Strukturen des Schweizer Musik Syndikats eingebunden, bis 2005 eine Gruppe um Harald Haerter das Label übernahm. Seit November 2023 leiten die Bassisten Luca Sisera und Andreas Waelti das Label.

## Musiker und Musikgruppen
Unter anderem veröffentlichten neben den Gründern die folgenden Musiker und Musikgruppen Tonträger auf dem Label Unit Records:
- David Brito
- Braff/Oester/Rohrer
- Jean-Paul Brodbeck
- Jan Galega Brönnimann
- Christine Corvisier
- Fischermanns Orchestra
- Joy Frempong
- Wädi Gysi
- Andrea Janser
- Linda Jozefowski
- Lucerne Jazz Orchestra
- Hilaria Kramer
- Tommy Meier
- Philippe Micol
- Claudio Puntin
- Remo Rau
- Rusconi
- Hanna Schörken
- Christophe Schweizer
- Matthias Spillmann
- Straymonk
- VEIN
- Colin Vallon

Das Label öffnete sich in den letzten Jahren vermehrt Musikern aus anderen Ländern wie Tim Allhoff, Max Andrzejewski, Pol Belardi, Izabella Effenberg, Leonhard Huhn, Sol Jang, Ladislav Pazdera, Larry Porter, Lorenz Raab, Nina Reiter, Malte Schiller, Matthias Schwengler, Matthias Schriefl/Tamara Lukasheva, Judi Silvano, Tobias Wember, Benjamin Koppel (The Art of the Quartet, 2021), Nico Weber oder The Silent Jazz Ensemble.